# Trigonodes hoenei
Trigonodes hoenei är en fjärilsart som beskrevs av Emilio Berio 1964. Trigonodes hoenei ingår i släktet Trigonodes och familjen nattflyn. Inga underarter finns listade i Catalogue of Life.